# سوری کابا
سوری کابا (انگلیسی: Sory Kaba؛ زادهٔ ۱۰ آوریل ۱۹۹۵) بازیکن فوتبال اهل گینه است.
از باشگاه‌هایی که در آن بازی کرده‌است می‌توان به باشگاه فوتبال الچه و باشگاه فوتبال میتیولن اشاره کرد.
وی همچنین در تیم ملی فوتبال گینه بازی کرده‌است.